# Hôtel des Roses
L'hôtel des Roses (grec moderne : Ξενοδοχείο των Ρόδων, italien : Grande Albergo delle Rose) est un hôtel situé dans la ville de Rhodes, sur l'île du même nom, en Grèce. L'hôtel est construit pendant la période entre 1925 et 1927, selon les plans de l'architecte italien, Florestano di Fausto. L'hôtel reste en activité jusque dans les années 1970, date à laquelle il est abandonné, avant d'ouvrir de nouveau en 2002. En 1994, une licence d'opération d'un casino est accordée à l'hôtel.
Au départ, l'hôtel des Roses est construit dans le style de l'éclectisme oriental À l'époque, le gouverneur italien du Dodécanèse, Mario Lago (en), tente de faire de Rhodes une destination touristique de renommée mondiale. Les caractéristiques du bâtiment, construit le long de la route côtière, comprennent la tour en forme de dôme et les volumes divisés, la présence de bâtiments annexes pour les pensions, les restaurants, ainsi qu'un jardin,. Initialement, l'extérieur du bâtiment est richement décoré de plâtres, cependant, son successeur, Cesare Maria de Vecchi, à sa prise de fonction en 1936, décide la suppression de l'intégralité des ornements orientaux des façades du bâtiment, y compris les arches et le dôme, afin de rendre le bâtiment plus austère et conforme aux principes fascistes,.
Le 12 janvier 1949, les négociations entre l'Égypte et Israël, afin de mettre fin à la guerre israélo-arabe de 1948, débutent au sein de l'hôtel et se concluent le 24 février 1949 par la signature d'un accord de cessez-le-feu entre les deux parties.